# 대한민국 민사소송법 제75조
대한민국 민사소송법 제75조는 참가인의 소송관여에 대한 민사소송법 조문이다.

## 조문
제75조(참가인의 소송관여) (1) 참가인은 그의 참가에 대한 이의신청이 있는 경우라도 참가를 허가하지 아니하는 결정이 확정될 때까지 소송행위를 할 수 있다.
(2) 당사자가 참가인의 소송행위를 원용(援用)한 경우에는 참가를 허가하지 아니하는 결정이 확정되어도 그 소송행위는 효력을 가진다.